# (85471) Maryam
(85471) Maryam est un astéroïde de la ceinture principale.

## Nom
Le nom de cet astéroïde, « Maryam », est un composé en l'honneur de Martin R. Pepper (né en 1976), Ryan D. Pepper (né en 1977) et Amber D. Pepper (née en 1980), enfants de l'un des découvreurs de cette planète mineure.

## Description
(85471) Maryam est un astéroïde de la ceinture principale. Il fut découvert le 4 juin 1997 à Needville par l'Observatoire de Needville. Il présente une orbite caractérisée par un demi-grand axe de 2,35 UA, une excentricité de 0,23 et une inclinaison de 25,5° par rapport à l'écliptique.

## Compléments